# Saxifraga minutifoliosa
Saxifraga minutifoliosa är en stenbräckeväxtart som beskrevs av Cheng Yih Wu och H.Chuang. Saxifraga minutifoliosa ingår i Bräckesläktet som ingår i familjen stenbräckeväxter. Inga underarter finns listade i Catalogue of Life.